# Blanca Marsillach del Río
Blanca Marsillach del Río (Barcelona, 23 de març de 1966) és una productora teatral, actriu i empresaria espanyola.

## Biografia
És la filla menor d'Adolfo Marsillach i Teresa del Río, dos reconeguts referents del món de la cultura a Espanya. Es va criar al barri d'El Viso a Madrid. La seva germana gran Cristina també és actriu. SVa obtenir una llicenciatura en teatre a la University of Southern California. També va estudiar economia.
Els primers passos de Blanca Marsillach en el teatre van anar de bracet del seu pare Adolfo Marsillach en l'obra Matahari. Va continuar al Teatre Clàssic amb José Luis Alonso en La Celestina i La dama boba, alternant la seva carrera amb el cinema sota directors de la categoria d'Alberto Lattuada, Mario Monicelli i Javier Aguirre. A més, Blanca ha col·laborat en sèries de televisió com a Segunda enseñanza i va protagonitzar Els senyors de l'acer, al costat de Rutger Hauer, dirigida per Paul Verhoeven. Als Estats Units, va formar una companyia per a produir en anglès l'obra Boig d'amor de Sam Shepard i va interpretar la Casandra de Les troianes al Mark Taper Hall de Los Angeles, Califòrnia. També amb la companyia L.A.T.C. va interpretar El somni d'una nit d'estiu de William Shakespeare, ambdues en anglès.

## Filmografia
- 1985 : El rollo de septiembre de Mariano Ozores : Alicia
- 1985 : La gabbia de Giuseppe Patroni Griffi : Jacqueline
- 1985 : Els senyors de l'acer de Paul Verhoeven : Clara
- 1986 : El primer torero porno d'Antoni Ribas : Elisabeth
- 1986 : Il miele del diavolo de Lucio Fulci : Jessica
- 1987 : En penumbra de José Luis Lozano
- 1987 : La Monja alférez de Javier Aguirre
- 1987 : I picari de Mario Monicelli : Ponzia
- 2000 : Hijos del viento de José Miguel Juárez
- 2000 : Largo de Susanna Lo : Raven Bigelow
- 2001 : La mujer de mi vida d'Antonio del Real : Astra
- 2002 : El otro lado de la cama d'Emilio Martínez-Lázaro : Monica
- 2003 : Atraco a las 3... y media de Raúl Marchand Sánchez : Carmen
- 2003 : Cosa de brujas de José Miguel Juárez : Elisa
- 2006 : G.A.L. de Miguel Courtois : Moderadora debate
- 2006 : Day of Wrath d'Adrian Rudomin : Carmen de Jaramillo

## Teatre
- Una noche con los clásicos, autor Adolfo Marsillach i coordinador d'escena Mario Gas. Teatro Infanta Isabel
- El reino de la tierra, adaptació de l'obra de Tennessee Williams
- La tabernera de los cuatro vientos, d'Alberto Vázquez Figueroa
- Las entretenidas, de Miguel Mihura
- Buscando a Hilary, d'Elise Varela
- Una noche de primavera sin sueño, de Gerardo Malla. Teatro Clásico Español
- Con las alas cortadas, d'Ana Diosdado.
- La noche al desnudo, de Pape Pérez.
- Las troyanas, de Michael Arabian.
- El lindo don Diego, de Francisco Portes. Festival de Almagro
- La taberna de los cuatro vientos, de Gustavo Pérez Puig. Teatro Clásico Español
- Feliz Aniversario, d'Adolfo Marsillach
- El Ávaro, de Francisco Portes. Festival de Almagro
- La noche Toledana, de Juan Pedro de Aguilar. Teatro Clásico Español
- Matahari, d'Adolfo Marsillach
- La Celestina, de José Luis Alonso. Teatro Clásico Español
- La dama boba, de José Luis Alonso. Teatro Clásico Español
- El Marinero, de Juan Ilaneras
- La pulsera, de Cooper Bates. Teatro Complex
- La ruleta de la verdad, de Charles Macoley. Teatro Complex
- La mujer del campo, de Charles Macoley. USA Teatro
- El sueño de una noche de verano, de Tony Plana. L.A.T.C.
- Cerca, d'Eduardo Paulosky. Madrid Theatre
- La habitación de un hotel, de Manolo Galiana